# Joanna Southcott
Joanna Southcott (Gittisham, 1750 – Londra, 1814) è stata una mistica britannica.
Dapprima metodista, fondò la setta dei southcottisti e previde la fine del mondo per il 2004.